# Отвътре навън
„Отвътре навън“ (на английски: Inside Out) е американски компютърно анимиран филм от 2015 година, продуциран от Pixar Animation Studios и разпространяван от Уолт Дисни Студиос Моушън Пикчърс. Режисиран е от Пийт Доктър, корежисиран е от Рони дел Кармен, а сценарият е на Доктър, Мег Лефов и Джош Кули. Озвучаващият състав се състои от Ейми Поулър, Филис Смит, Ричард Кайнд, Бил Хейдър, Люис Блек, Минди Калинг, Кейтлин Диас, Даян Лейн и Кайл Маклоклан.
Действието се развива в съзнанието на малко момиче, като главните герои са персонификации на нейните емоции.
Филмът е продукция на анимационното студио Пиксар, което за пръв път в историята си пуска два филма в една и съща година – „Отвътре навън“ и „Добрият динозавър“.
Премиерата на филма е на 18 май 2015 г. във Филмовия фестивал в Кан, а след това в Съединените щати на 19 юни 2015 г.

## Сюжет
Райли Андерсън е 11-годишна ученичка, която се мести с родителите си в Сан Франциско. Тя се опитва да се адаптира към нов живот в оживен метрополис и в това й помагат петте основни емоции, които живеят в съзнанието й: радост, страх, отвращение, гняв и тъга. Всяка от емоциите вярва, че тя е тази, която знае по-добре какво да прави в тази ситуация, но скоро главата на Райли е в истински смут.

## Озвучаващ състав
- Ейми Поулър – Радост
- Филис Смит – Тъга
- Ричард Кайнд – Бинг-Бонг
- Бил Хейдър – Страх
- Луис Блек – Бяс Лют
- Минди Калинг – Отврат
- Кейтлин Диас – Райли
- Даян Лейн – Майката на Райли
- Кайл Маклоклан – Бащата на Райли

## Продължение
През септември 2022 г. „Дисни“ и „Пиксар“ официално обявиха „Отвътре навън“ в D23 Expo, докато Ейми Поулър отново ще озвучи Радост. Режисьор на филма ще е Келси Ман, продуциран от Марк Ниелсен, написан от Мег Лефов, и премиерата ще се състои от 14 юни 2024 г.

## В България
В България филмът е пуснат на същата дата от Форум Филм България.
През 2016 г. се излъчва първоначално по HBO.
На 26 декември 2017 г. е излъчен по NOVA.